# Hålrumsresonator
Hålrumsresonator är ett akustiskt element. Den består av ett hålrum, inneslutande en viss mängd luft, som med en öppning eller hals står i förbindelse med den yttre luften.
Hålrumsresonatorn, som efter den tyska fysiker vilken visade dess funktion även kallas Helmholtzresonatorn, har en resonansfrekvens bestämds av luftvolymens fjädring och halsluftmängdens massa. Exempel på hålrumsresonator är en flaska med vilken kan frambringas en ton motsvarande resonansfrekvensen då man blåser över öppningen. Hålrumsresonatorer i olika former används som absorbenter för ljud och vidare i vissa högtalarlådor, basreflexlådor, för att förstärka och utvidga det lägsta frekvensområdet, bastonerna.